# Melmoth
Melmoth ist eine Stadt in der südafrikanischen Provinz KwaZulu-Natal. Sie befindet sich in der Lokalgemeinde Mthonjaneni im Distrikt King Cetshwayo.

## Geografie
Melmoth befindet sich im nördlichen KwaZulu-Natal etwa 200 Kilometer nordöstlich von Durban. Bis Empangeni sind es 73 Kilometer, bis Eshowe 52 Kilometer und bis Ulundi 53 Kilometer. Die Stadt liegt auf eine Höhe von 811 Metern über dem Meeresspiegel.
Die durchschnittliche Niederschlagsmenge in Melmoth beträgt 838 Millimeter. Der meiste Niederschlag fällt im Sommer (Oktober bis März). Die geringste Niederschlagsmenge gibt es mit 10 Millimetern im Juli. Der meiste Niederschlag fällt im Januar (127 Millimeter). Die durchschnittliche Höchsttemperatur in Melmoth variiert von 20,3 °C im Juni bis zu 26,5 °C im Januar. Der kälteste Monat ist der Juni. Hier liegen die durchschnittlichen Tiefsttemperaturen nachts bei 7,5 °C.

## Demographie
Gemäß der Volkszählung von 2011 hatte die Stadt 7814 Einwohner in 2683 Haushalten auf einer Fläche von 13,36 km².

## Geschichte
Melmoth wurde 1887 von Briten gegründet, nachdem sie das Zululand annektiert hatten. Der Ort wurde nach Melmoth Osborn, dem damaligen Ständigen Kommissar (Resident Commissioner) des Zululands, benannt. Um 1900 brach in Melmoth ein Goldrausch aus, der allerdings nur sehr kurz währte. In der Umgebung gibt es heute noch alte Schürfstellen.
Der Zulukönig Shaka wurde 1787 im Gebiet des späteren Melmoth geboren, unter dessen Herrschaft der Aufstieg der Zulu von einem kleinen Clan zu einem mächtigen Volk mit Macht über einen großen Teil des Gebiets des heutigen Südafrika fiel.

## Wirtschaft
Die wirtschaftlichen Standbeine der Stadt sind Landwirtschaft und Tourismus. Es wird hauptsächlich Zuckerrohr angebaut und Forstwirtschaft betrieben. Außerdem gilt Melmoth als Handelszentrum. Von Melmoth aus sind viele touristische Attraktionen des Zululands gut erreichbar, deshalb wird die Stadt das Tor zum Zululand genannt. Die südafrikanische Ausgabe von Trivial Pursuit bezeichnet Melmoth als den Ort mit der saubersten Luft in Südafrika.

## Söhne und Töchter der Stadt
- Reinhold Johannes Ortlepp (1894–1964), Zoologe und Helminthologe